# Abba Achimeir
Abba Achimeir, pseudonimo di Aba Šojl Gejsinovič (in russo Аба Шойл Гейсинович?; Babrujsk, 2 novembre 1897 – Tel Aviv, 6 giugno 1962), è stato un giornalista sovietico.

## Biografia
Achimeir, giornalista di origine ebraica, è celebre per la sua militanza nel corso degli anni venti in un piccolo gruppo chiamato Brit Ha'Birionim (i briganti in ebraico), il nome degli Zeloti che combatterono nell'antichità contro i romani e gli ebrei ostili alla loro rivolta. Il gruppo era costituito da altri tre individui: il poeta Uri Zvi Greenberg, lo scrittore Heschel Yevin e Yosef Katnelson.
La maturazione degli esponenti del Brit Ha'Birionim venne proprio a cavallo della Rivoluzione Russa che all'epoca esercitò una notevole influenza su molti giovani sionisti di area laburista. Molti di questi esponenti della destra radicale iniziarono la loro militanza tra le file dei partiti di sinistra in sintonia con i percorsi di molti altri esponenti della destra europea. Achimeir lavorò come giornalista per il giornale del partito socialista moderato Hapoel Hatza'ir e per il dipartimento cultura del sindacato Histadrut. 
Achimeir e Greenberg ammiravano la figura di Vladimir Il'ič Lenin pur non amando il bolscevismo. Il capo rivoluzionario, dal loro punto di vista, incarnava il leader che traduceva in pratica le idee. Achimeir riteneva che Lenin avesse insegnato all'intellettualità russa la distinzione tra morale e politica subordinando la prima alla seconda. Proprio questo "realismo" era stato la chiave del suo successo laddove il moderato Aleksandr Kerenskij aveva fallito.
Achimeir era diventato dottore in filosofia discutendo una tesi su Oswald Spengler. In linea con le tesi di Spengler, Achimeir considerava l'ebraismo della diaspora come una civiltà decadente. I sintomi della decadenza della civiltà occidentale che Spengler prendeva in considerazione erano l'affermazione della borghesia, il primato dell'economia sulla politica e la democrazia. Achimeir predicava l'avvento di una rivoluzione politica che si distinguesse per culto dell'eroismo, fedeltà al capo e originalità culturale. Nei regimi democratici, a suo giudizio, prevaleva la conservazione e non si assisteva mai a dei cambiamenti sociali. Benito Mussolini, secondo Achimeir, era il vero eroe del nazionalismo italiano di Giuseppe Mazzini e Giuseppe Garibaldi e aveva capito la fragilità della democrazia restaurando il Bonapartismo. Tra i leader considerati capaci di guidare al successo i nazionalisti non poteva mancare il maresciallo Józef Piłsudski, che aveva preso il potere in Polonia con il colpo di Stato. Nel 1928 Achimeir aveva pubblicato sul giornale revisionista «Doar Ha-Yom», un testo dal titolo "Le cronache di un fascista" dove annunciava che il Messia non sarebbe venuto a dorso d'asino come un indigente ma su un tank.